# Pastoor Huveneersheuvel

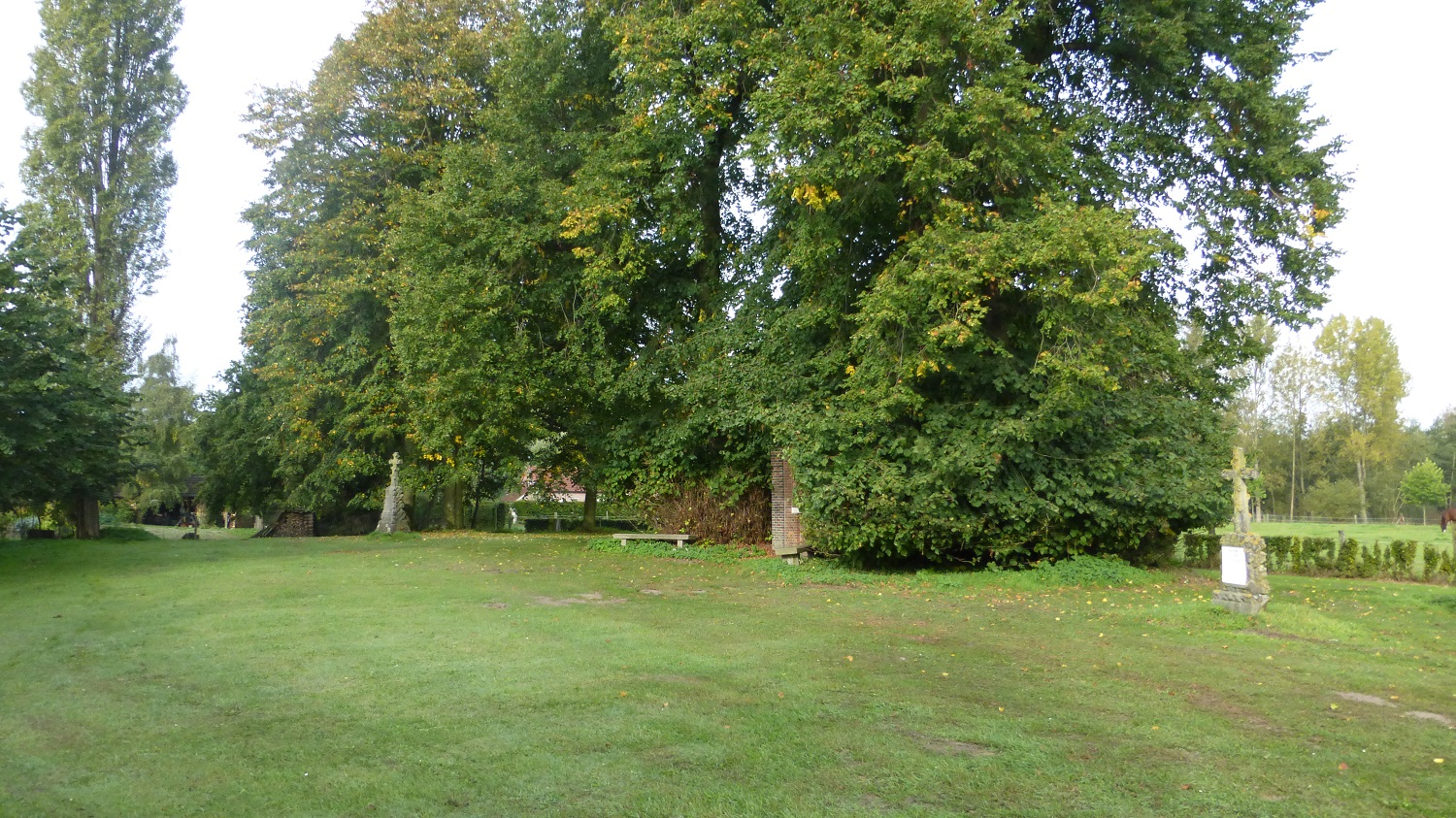
Pastoor Huveneersheuvel

De Pastoor Huveneersheuvel is een donk in het Belgische gehucht Nattenhaasdonk, in Bornem gelegen. De heuvel is sinds 2018 een beschermde archeologische locatie.
De heuvel werd sinds de Romeinse periode bewoond. Vondsten tonen aan dat er in de 4e eeuw reeds permanente bewoning was. Sinds 1030 staat het gebied bekend als "Havequesdonck". In deze periode werd de motte opgericht die later zou uitgroeien tot een meer complexer bouwwerk, het Nethof met gracht. In 2018 werden resten van de fundering van dit Nethof gevonden. De plaats was oostwaarts geflankeerd door een kerkheuvel met kerkhof.
De parochie Sint-Margaretha te Nattenhaasdonk hing af van de abdij van Bornem en was zelfs, in kerkelijk opzicht, belangrijker dan de parochie Sint-Stefanus in de Heerlijkheid Hingene. In 1566 werd de kerk door beeldenstormers totaal vernield. In 1603 begon men met de bouw van een nieuwe toren, in 1610 begon men aan het koor en in 1616 werd de beuk gebouwd. De parochie van Hingene streefde die van Nattenhaasdonk echter voorbij en menig pastoor leidde een armoedig bestaan. In 1599 werden de pastoors van Hingene aangesteld als Deservitor.
In 1794 bezetten Franse revolutionaire troepen de Zuidelijke Nederlanden, zo ook de streek van Klein-Brabant en in 1795 volgde een totale inlijving bij Frankrijk. De streng-katholieke bevolking kreeg zoveel verregaande wetten opgelegd dat ze in 1798 in opstand kwamen. Deze opstand in beter bekend als de Boerenkrijg. De pastoor van Nattenhaasdonk was toen E.H. Willem Huveneers die, tijdens deze opstand, zou uitgroeien tot een van de leiders der Brigands. Hij zou na de Boerenkrijg weer terugkeren naar zijn parochie te Nattenhaasdonk alwaar hij zou komen te overlijden in 1806.
In 1825 besloot men na een grote overstroming de in slechte staat verkerende kerk af te breken. Stenen werden gebruikt als fundering van de nieuwe Sint-Margarethakerk in Wintam en historische  kerkstukken uit de 17e eeuw werden alsook overgebracht naar de nieuwe kerk.
Op de plaats waar de kerk en het kerkhof stond werd een gedenkplaats opgericht ter ere van Willem Huveneers.